# ФК Динамо Загреб
Грађански ногометни клуб Динамо Загреб је хрватски фудбалски клуб из Загреба и један од два најпопуларнија хрватска фудбалска клуба.
Од 9. јуна 1945. године до 26. јуна 1991. године носио је име Динамо, затим до 24. фебруара 1993. године ХАШК Грађански, потом седам година наступа под именом Кроација, а од 14. фебруара 2000. године опет се зове Динамо.
Клуб је од оснивања спортски симбол града Загреба. Процене на основу неких анкета говоре да од 33% до 36% грађана Хрватске навија за Динамо. Највише одиграних утакмица, 802, за Динамо има Дражен Ладић, а најбољи стрелац је Игор Цвитановић са 304 постигнута гола. Најдуже је био капитен Томислав Црнковић.
Динамо је познат по својим верним и фанатичним навијачима Бед Блу Бојсима. Домаће утакмице игра на стадиону Максимир. Највећи ривал је Хајдук Сплит.

## Историја
Клуб наставља традицију ХШК Грађанског, основаног у априлу 1911. године. Под тим именом клуб је наступао до маја 1945. године, а после је расформиран одлуком нове комунистичке власти, а архива је том приликом великим делом уништена. Уместо Грађанског основано је Фискултурно друштво Динамо, а пет година касније Фудбалски клуб се осамостаљује. Године 1991. клуб мења назив у ХАШК Грађански, 1993. у Кроација, а у фебруару 2000. враћен је назив Динамо.
У просторијама Електро у Гундулићевој улици, је основан 9. јуна 1945. године Динамо. Клуб је добио име по узору на московски Динамо. Тадашњи загребачки спортски комесар Ивица Медарић (који је најпре играо у ХАШКУ, а касније и у Грађанском) је предложио име Динамо, које је прихваћено због блиских односа са СССР-ом. Динамо је настао удруживањем 2 клуба, тако да је Динамо нови клуб од 1945.
После оснивања клуба, Динаму су приступили најбољи и најпопуларнији играчи Грађанског: Урх, Велф, Кокотовић, Лешник, Цимерманчић, Плеше, Антолковић, Белошевић, Јазбиншек, Рајс и тренер Мартон Букови. Од играча ХАШК клубу су приступили Чајковски, Кацијан, Лојен, Перичић. Од њих само је Чајковски дуго остао у Максимиру - чак једанаест година. Динамо је од Грађанског наследио плаву боју дресова и статус најпопуларнијег загребачког фудбалског клуба, надимак пургери, навијачку базу, а од 1969. и грб је сличан грбу Грађанског.

### После Другог светског рата
Црпећи таленте већином из Хрватске и Херцеговине, Динамо је наставио стазом Грађанског и одмах заједно са Хајдуком, Црвеном звездом и Партизаном постао чланом државне „Велике четворке“. Снагу је показао освајањем другог послератног југословенског првенства 1948. године те државног купа 1951. године. Педесете су такође биле врхунске године у којима је Динамо два пута био првак док им је 1951. године измакло првенство упркос предности над Црвеном звездом од пет бодова три кола пре краја.
Док је и пре и после Другог светског рата знао заблистати у пријатељским утакмицама, Динамо је покретањем европских фудбалских купова средином педесетих почео систематски остваривати свој значајни потенцијал на међународном плану, а изванредне резултате у Европи је постигао током шездесетих. Прво је 1961. године досегнуо полуфинале Купа победника купова, потом две године касније финале Купа сајамских градова да би тај престижни трофеј освојио 1967. године савладавши у финалу тада моћни Лидс јунајтед.
Поред међународних успеха изузетно успешне шездесете донеле су четири победе и два финала у југословенском Купу, али је у државном првенству клуб чак пет пута остао на другом месту. Особито се памти разочарање из сезоне 1968./69. када је Динамо опет имао пет бодова предности испред Црвене звезде, али је низом посртаја по провинцијским теренима ту предност прокоцкао да би на концу завршио други.
Седамдесете су, без иједног трофеја, биле сушан период са два пораза од Хајдука у финалу Купа те са два друга места у првенству. Упркос мањку титула Динамова популарност била је голема те су Модри редовно били при врху по просјечној посети стадионима. Најближе је титули првака Динамо дошао 1978/79. године под вођством Влатка Марковића. Наравно, по важећим је прописима освојио највише бодова, али Фудбалски савез је погазио сопствене прописе и наслов доделио Хајдуку. Тада је Савез одбио Динаму приписати два бода из сусрета против Ријеке која је са суспендованим Едмондом Томићем у екипи у првом колу 1978./79. победила са 2:1. У складу с прописима, Савез је првобитно регистровао утакмицу резултатом од 3:0 за Динамо, али у пролеће 1979. поништио је сопствену одлуку и омогућио Хајдуку да постане првак због боље разлике погодака.
Три године након тог скандала, Динамо се напокон домогао четвртог наслова првака Југославије. Подвиг је 1981/82. године остварила екипа под вођством Мирослава „Ћире“ Блажевића који је у Максимир унео дух победе. Успехе је пратила навијачка еуфорија. Динамо је у то доба имао 42.000 претплатника те је по том критеријуму, иза недостижне Барселоне чија је маса чланова прелазила цифру од 100.000, био на другом месту у Европи. Нажалост, „Ћирина“ чаролија није трајала дуго те је била довољна само за још један југословенски куп, 1983. године. Након тог подухвата идућих неколико сезона Динамо је провео испод места која воде у европске купове вративши се у врх југо-фудбала тек крајем деценије када је двапут окончао на другом месту иза тада најјаче европске екипе - Црвене звезде.
Од краја Другог светског рата до распада СФР Југославије 1991, загребачки су плави скупили четири лигашка наслова и седам купова, и то Југословенска првенства 1948, 1954, 1958, 1982 и купове 1951, 1960, 1963, 1965, 1969, 1980. и 1983.

### Независна Хрватска
Године 1991. клуб, противно вољи навијача мења назив у ХАШК Грађански, а 1993. у Кроација Загреб. Био је то потез којим је тадашњи хрватски политички врх предвођен председником Фрањом Туђманом желио дистанцирати од комунистичке прошлости и назива клуба. Туђман је именом Кроација и успешним наступом клуба у Европи, којег су државне фирме обилно финансирале, желео промовисати новостворену хрватску државу. Навијачи Динама нарочито Бед Блу Бојси жестоко се противе и захтевају враћање имена Динамо. У другој половини деведесетих Динамо осваја пет хрватских првенстава у низу: 1996, 1997, 1998, 1999. и 2000.

## Успеси
- Првенства: (34)
  - Првенство Краљевине СХС/Краљевине Југославије (5) : 1923, 1926, 1928, 1936/37, 1939/40.
  - Првенство СФРЈ (4) : 1948, 1954, 1958, 1982.
  - Првенство Хрватске (25) : 1992/93, 1995/96, 1996/97, 1997/98, 1998/99, 1999/2000, 2002/03, 2005/06, 2006/07, 2007/08, 2008/09, 2009/10, 2010/11, 2011/12, 2012/13, 2013/14, 2014/15, 2015/16, 2017/18, 2018/19, 2019/20, 2020/21, 2021/22, 2022/23, 2023/24.
- Купови: (24)
  - Куп Југославије (7) : 1951, 1960, 1963, 1965, 1969, 1979/80, 1982/83.
  - Куп Хрватске (17) : 1993/94, 1995/96, 1996/97, 1997/98, 2000/01, 2001/02, 2003/04, 2006/07, 2007/08, 2008/09, 2010/11, 2011/12, 2014/15, 2015/16, 2017/18, 2020/21, 2023/24.
- Суперкупови: (8)
  - Суперкуп Хрватске : 2002, 2003, 2006, 2010, 2013, 2019, 2022, 2023.
- Међународни успеси:
  - Куп сајамских градова (1) : 1966/67. (финалиста 1962/63.)
  - Балкански куп (1) : 1976.

## Играчи са највише наступа и голова
| #  | Играч           | Каријера              | Наступа |
| -- | --------------- | --------------------- | ------- |
| 1  | Дражен Ладић    | 1986—2000.            | 802     |
| 2  | Марко Млинарић  | 1978—1987. 1995—1996. | 613     |
| 3  | Срећко Богдан   | 1975—1985.            | 595     |
| 4  | Златко Крањчар  | 1973—1983.            | 556     |
| 5  | Драго Вабец     | 1968—1979. 1984.      | 529     |
| 6  | Младен Рамљак   | 1962—1973.            | 523     |
| 7  | Дамир Лесјак    | 1986—1995.            | 510     |
| 8  | Славко Иштванић | 1983—1995.            | 507     |
| 9  | Ивица Хорват    | 1945—1957.            | 507     |
| 10 | Игор Цвитановић | 1989—1997. 2000—2001. | 502     |

| #  | Играч            | Каријера              | Голова |
| -- | ---------------- | --------------------- | ------ |
| 1  | Игор Цвитановић  | 1989-1997 2000-2001   | 304    |
| 2  | Дражен Јерковић  | 1954.–1966            | 300    |
| 3  | Сњешко Церин     | 1978.–1988.           | 295    |
| 4  | Златко Крањчар   | 1973—1983.            | 256    |
| 5  | Жељко Чајковски  | 1945—1956.            | 249    |
| 6  | Фрањо Велф       | 1945—1953.            | 254    |
| 7  | Александар Бенко | 1947—1958.            | 235    |
| 8  | Славен Замбата   | 1959—1969. 1972.      | 227    |
| 9  | Драго Вабец      | 1968—1979. 1984.      | 183    |
| 10 | Марко Млинарић   | 1978—1987. 1995—1996. | 174    |

## Познати играчи
| - Милан Антолковић - Рудолф Белин - Игор Бишћан - Звонимир Бобан - Срећко Богдан - Марк Видука - Петар Бручић - Томислав Бутина - Сњешко Церин - Звонимир Цимерманчић - Игор Цвитановић - Маријан Черчек - Владимир Чонч |  | - Ведран Ћорлука - Стјепан Деверић - Едуардо да Силва - Томислав Ивковић - Оскар Јазбиншек - Дражан Јерковић - Горан Јурић - Ратко Кацијан - Владо Касало - Нико Крањчар - Златко Крањчар - Кујтим Шаља - Дражен Ладић |  | - Стјепан Ламза - Аугуст Лешник - Зоран Мамић - Силвио Марић - Влатко Марковић - Радмило Михајловић - Марко Млинарић - Лука Модрић - Џемал Мустеданагић - Ивица Олић - Дани Олмо - Роберт Просинечки - Младен Рамљак |  | - Ивица Сензел - Звонимир Солдо - Марио Станић - Дарио Шимић - Златко Шкорић - Давор Шукер - Драго Вабец - Маријан Влак - Горан Влаовић - Фрањо Велф - Матео Ковачић - Велимир Зајец - Славен Замбата |